# Patrickswell
Patrickswell (früher: Toberpatrick, irisch Tobar Phádraig, deutsch Quelle des Heiligen Patrick) ist ein Dorf mit 848 Einwohnern (Stand 2022) im irischen County Limerick in der Provinz Munster. 

## Lage
Patrickswell liegt etwa acht Kilometer südwestlich vom Stadtzentrum von Limerick. Hier geht die M20 in die N20 nach Cork und die N21 nach Tralee und Killarney. Durch die Ortschaft verläuft die R526. Wegen der Straßenanbindung ist Patrickswell vor allem Wohnort für Pendler nach Limerick.

## Geschichte
Patrickswell ist umgeben von einigen Erdwerken (Ráths) und Megalithanlagen, sodass von einer frühen Besiedlung in der Gegend auszugehen ist. Besonders bemerkenswert ist die namensgebende Heilige Quelle des Patricks im Ortskern.

## Persönlichkeiten
- Thomas Johnson Westropp (1860–1922), Archäologe und Antiquar
- Elizabeth Christitch (1861–1933), Journalistin (Pseudonym Ben Hurst)
- William O’Brien (1918–1994), Politiker